# Chambre de commerce et d'industrie Portes de Normandie
La chambre de commerce et d'industrie Portes de Normandie est l'une des cinq chambres de commerce et d'industrie de la région Normandie, créées le 1er janvier 2016 par le décret 2015-1642 du 11 décembre 2015.
Elle fait partie de la chambre de commerce et d'industrie de région Normandie.

## Pour approfondir